# Bettina Vollath

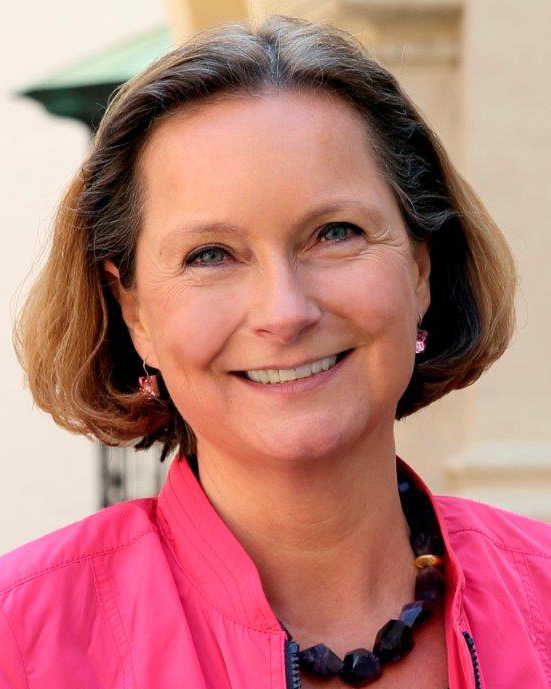
Bettina Vollath (2015)

Bettina Vollath (* 29. Oktober 1962 in Graz) ist eine ehemalige österreichische Politikerin (SPÖ). Sie kam im Jahr 2005 als Quereinsteigerin in die steirische Landesregierung und war als Landesrätin bis 2015 während zweier Legislaturperioden in verschiedenen Ressorts tätig. Nach der Landtagswahl in der Steiermark 2015 schied sie aus der Landesregierung aus und war vom Juni 2015 bis Juli 2019 Landtagspräsidentin, womit dieses Amt erstmals in der Geschichte der Steiermark von einer Frau ausgeübt wurde. Vom Juli 2019 bis zum Oktober 2022 war sie Mitglied des Europäischen Parlaments.

## Schulische und berufliche Laufbahn
Vollath maturierte am Realgymnasium Seebachergasse Graz und schloss danach ein Kolleg an der Handelsakademie Graz ab. Sie begann daraufhin mit dem Studium des Welthandels in Wien, wechselte später zu Rechtswissenschaft und promovierte 1988 an der Karl-Franzens-Universität Graz. In den Folgejahren arbeitete sie in der Privatwirtschaft.
Von 1998 bis 2000 absolvierte Vollath berufsbegleitend eine viersemestrige Ausbildung zur Mediatorin bei der ARGE für Sozialpädagogik in Wien, arbeitete von 1999 bis 2005 in zwei Grazer Rechtsanwaltskanzleien und legte am 10. Oktober 2005 ihre Rechtsanwaltsprüfung ab.

## Politische Laufbahn

### Landespolitik
Am 25. November 2005 wurde sie als Quereinsteigerin in die steirische Landesregierung als Landesrätin für Bildung, Jugend, Frauen und Familie berufen. In ihre Amtsperiode fielen neben dem Start der Neuen Mittelschule in der Steiermark auch die Initiative für ein Pilotprojekt für „Schulsozialarbeit“ oder die Kostenbefreiung für Kindergärten.
Am 8. September 2009 gab Landeshauptmann Franz Voves eine Neuaufteilung der Kompetenzen der Landesregierung bekannt. Kurze Zeit später, am 22. September 2009, gab Bettina Vollath ihre Ressorts an die neue Landesrätin Elisabeth Grossmann ab. Sie erhielt die Gesundheitsagenden vom scheidenden Landesrat Helmut Hirt und das Kulturressort von Landesrat Kurt Flecker, der als Landtagspräsident an die Spitze des Landtags wechselte.
Nach der Landtagswahl in der Steiermark 2010 wurde sie bei der konstituierenden Sitzung des neuen Landtags am 21. Oktober 2010 wiedergewählt und erhielt in der Landesregierung Voves II die Ressorts Finanzen und Integration. Nach dem Rücktritt von Elisabeth Grossmann als Landesrätin im Jänner 2013 erhielt Bettina Vollath zusätzlich das Frauenressort und war bis 2015 Landesrätin für Finanzen, Frauen und Integration. Die Haushaltsreform in der Steiermark, die Gründung der Integrationspartnerschaft Steiermark, die Charta des Zusammenlebens in Vielfalt oder die Frauen- und Gleichstellungsstrategie 2020 zählten zu ihren größten Projekten.
Nach der Landtagswahl in der Steiermark 2015 schied sie aus der Landesregierung aus und wurde am 16. Juni 2015 einstimmig bei der konstituierenden Sitzung des Landtages als erste Frau in der Geschichte der Steiermark zur Ersten Präsidentin des Landtages Steiermark gewählt. Dieses Amt übte Vollath bis zu Wechsel als Abgeordnete ins Europäische Parlament am 2. Juli 2019 aus. Als Landtagspräsidentin folgte ihr Gabriele Kolar nach. Ihr Landtagsmandat übernahm Thomas Stoimaier.

### Europaparlament
Bei der Europawahl in Österreich 2019 kandidierte sie für die SPÖ auf dem vierten Listenplatz. Mit der konstituierenden Sitzung des 9. Europäischen Parlamentes am 2. Juli 2019 zog sie als Abgeordnete ins Europäische Parlament ein.
Am 10. Oktober 2022 rückte für sie Theresa Bielowski als EU-Abgeordnete nach, nachdem Vollath ihr Mandat aus familiären Gründen niederlegte.

### Weitere Ämter
Bettina Vollath wurde am 9. Mai 2009 zur Landesvorsitzenden des BSA Steiermark gewählt. Sie intensivierte im Rahmen des BSA die Diskursreihe „im_pulse“. Diese Funktion hatte sie bis 22. Jänner 2016 inne. Sie wurde am 23. Juni 2016 zur Ehrenvorsitzenden des BSA Steiermark ernannt.
Beim 32. ordentlichen Landesparteitag der SPÖ Steiermark am 17. Oktober 2009 erfolgte die Wahl Bettina Vollaths zur stellvertretenden Vorsitzenden der SPÖ Steiermark. Nach dem Reformparteitag der SPÖ Steiermark 2014 wurde sie beim Parteitag am 23. Jänner 2016 als Mitglied in den Landesparteivorstand gewählt und war auch Mitglied des Steuerungsteams der SPÖ Steiermark sowie stellvertretende Landesfrauenvorsitzende. Die steirische Politikerin war auch Mitglied im Bundesparteivorstand der SPÖ, Mitglied im Bundesfrauenvorstand und Vizepräsidentin des BSA Österreich. In der SPÖ Graz war sie Mitglied des Regionalvorstandes, des Regionalfrauenvorstandes und des Steuerungsteams der SPÖ-Frauen.
Seit 9. April 2016 war Vollath Vorstandsmitglied bei der gemeinnützigen und überparteilichen Vereinigung „Partnerschaft der Parlamente e. V.“ mit Sitz in Berlin.

## Auszeichnungen
- 2019: Großes Goldenes Ehrenzeichen des Landes Steiermark mit dem Stern[12]
- 2024: Großes Goldenes Ehrenzeichen mit dem Stern für Verdienste um die Republik Österreich[13]